# Мориц фон Саксония-Алтенбург
Мориц Франц Фридрих Константин Александер Хайнрих Август Карл Албрехт фон Саксония-Алтенбург (на немски: Moritz Franz Friedrich Constantin Alexander Heinrich August Carl Albrecht Prinz von Sachsen-Altenburg; * 24 октомври 1829, Айзенберг; † 13 май 1907, Арко, Италия) от род Ернестини, е принц на Саксония-Алтенбург.

## Живот
Той е вторият син на херцог Георг фон Саксония-Алтенбург (1796 – 1853) и съпругата му Мария фон Мекленбург (1803 – 1862), дъщеря на наследствения принц и велик херцог Фридрих Лудвиг фон Мекленбург-Шверин (1778 – 1819) и руската велика княгиня Елена Павловна (1784 – 1803), дъщеря на руския цар Павел I (1754 – 1801). По големият му брат Ернст I (1826 – 1908) става херцог на Саксония-Алтенбург (1853 – 1908).
Мориц следва в Йена и Дрезден и след това е на баварска военна служба. На 26 април 1851 г. той влиза в пруската войска и като секонде-лейтенант получава службата в „регимента на гардата на хузарите“ в Потсдам. На 13 август 1859 г. той е майор и на 22 март 1895 г. генерал на кавалерията. Мориц е президент на „историческото изследователско общество“ на Остерланд. След дълго пътуване той напуска през 1857 г. военната служба и следва в университета в Бон.
На 15 октомври 1862 г. в Майнинген Мориц се жени за принцеса Августа фон Саксония-Майнинген (* 6 август 1843, Майнинген; † 11 ноември 1919, Алтенбург), дъщеря на херцог Бернхард II фон Саксония-Майнинген (1800 – 1882) и принцеса Мария Фридерика фон Хесен-Касел (1804 – 1888). По случай женитбата му Мориц получава от крал Вилхелм I от Прусия новосъздадения „Голям кръст на ордена на червения орел“.
През Френско-германската война принц Мориц заедно с херцогиня Агнес фон Анхалт-Десау е активен в „Немския Червен кръст“, на който е почетен председател до 1904 г.
Мориц е считан за наследствен принц на херцогството понеже брат му Ернст I няма мъжки наследник. Той умира една година преди брат си, затова претенцията за трона пада върху сина му Ернст II.
Мориц умира на 77 години на 13 май 1907 г. в Арко, Италия.
- Принц Мориц фон Саксония-Алтенбург (1842)
- Августа фон Саксония-Майнинген

## Деца
Мориц и Августа имат пет деца:
- Мария Анна (* 14 март 1864, Алтенбург; † 3 май 1918, Бюкебург), омъжена на 16 април 1882 г. в Алтенбург за княз Георг фон Шаумбург-Липе (* 10 октомври 1846, Бюкебург; † 29 април 1911, Бюкебург)
- Елизабета Маврикиевна (* 25 януари 1865, Майнинген; † 24 март 1927, Лайпциг), омъжена на 27 април 1884 г. в Санкт Петербург за руския велик княз Константин Константинович Романов (* 10 август 1858, Стрелна; † 2 юни 1915, Павловск), внук на цар Николай I
- Маргарета Мария Агнес Аделхайд Каролина Фридерика (* 22 май 1867, Алтенбург; † 17 юни 1882, Алтенбург)
- Ернст II Бернхард Георг Йохан Карл Фридрих Петер Албрехт фон Саксония-Алтенбург (* 31 август 1871, Алтенбург; † 22 март 1955, дворец „Фрьолихе Видеркунфт“), херцог на Саксония-Алтенбург, женен I. на 17 февруари 1898 г. в Бюкебург за принцеса Аделхайд фон Шаумбург-Липе (* 22 септември 1875, Ратибориц; † 27 януари 1971, Баленщет), II. на 15 юли 1934 г. в дворец „Фрьолихе Видеркунфт“ за фрайфрау Мария Трибел фон Ризенек (* 16 октомври 1893, Валтерсхаузен; † 1955)
- Луиза Шарлота Мария Агнес (* 11 август 1873, Алтенбург; † 14 април 1953, Алтенбург), омъжена на 6 февруари 1895 г. в Алтенбург за херцог Едуард фон Анхалт (* 18 април 1861, Десау; † 13 септември 1918, Берхтесгаден)